# Bileća, Danilovgrad
Bileća este un sat din comuna Danilovgrad, Muntenegru. Conform datelor de la recensământul din 2003, localitatea are 91 de locuitori (la recensământul din 1991 erau 19 locuitori).

## Demografie
În satul Bileća locuiesc 67 de persoane adulte, iar vârsta medie a populației este de 34,2 de ani (30,5 la bărbați și 39,6 la femei). În localitate sunt 25 de gospodării, iar numărul mediu de membri în gospodărie este de 3,56.
|  |

| Demografie | Demografie | Demografie |
| An         | Locuitori  | Locuitori  |
| ---------- | ---------- | ---------- |
|            |            |            |
|            |            |            |
|            |            |            |
|            |            |            |
| 1948       | 80         |            |
| 1953       | 93         |            |
| 1961       | 74         |            |
| 1971       | 79         |            |
| 1981       | 60         |            |
| 1991       | 19         | 19         |
| 2003       | 89         | 91         |

| \| Componența etnică conform recensământului din 2003[2] \| Componența etnică conform recensământului din 2003[2] \| Componența etnică conform recensământului din 2003[2] \| Componența etnică conform recensământului din 2003[2] \| Componența etnică conform recensământului din 2003[2] \| \| ----------------------------------------------------- \| ----------------------------------------------------- \| ----------------------------------------------------- \| ----------------------------------------------------- \| ----------------------------------------------------- \| \| \| \| \| \| \| \| Muntenegreni \| Muntenegreni \| \| 70 \| 76,92% \| \| Sârbi \| Sârbi \| \| 15 \| 16,48% \| \| Macedoneni \| Macedoneni \| \| 1 \| 1,09% \| \| necunoscută \| necunoscută \| \| 2 \| 2,19% \| |              |  |    |        |
| Componența etnică conform recensământului din 2003 |              |  |    |        |
| |              |  |    |        |
| Muntenegreni | Muntenegreni |  | 70 | 76,92% |
| Sârbi | Sârbi        |  | 15 | 16,48% |
| Macedoneni | Macedoneni   |  | 1  | 1,09%  |
| necunoscută | necunoscută  |  | 2  | 2,19%  |